# Бугаев, Виталий Анатольевич
Виталий Анатольевич Бугаев (30 сентября 1969, Черкесск, Карачаево-Черкесская АО, Ставропольский край, РСФСР, СССР — 9 января 2000, Аргун, Чечня, Россия) — старший сержант милиции, участник первой и второй чеченской войн, Герой Российской Федерации (2000).

## Биография
Виталий Бугаев родился 30 сентября 1969 года в городе Черкесске Ставропольского края. Вместе с семьёй переехал в Воркуту, где окончил среднюю школу и был призван на службу в армию. С июня 1995 года — в органах МВД РФ. После трёхмесячной стажировки стал бойцом ОМОНа при Дальневосточном УВД. В 1996 году отправился в свою первую командировку на Северный Кавказ. С конца 1997 года получил квалификацию милиционера-взрывотехника. В декабре 1999 года Бугаев отправился во вторую командировку на Северный Кавказ.
9 января 2000 года к железнодорожной станции Аргун подошли многочисленные бандформирования сепаратистов, которые атаковали группу из 30 омоновцев, защищавших её. Незадолго до этого Бугаев и его коллеги-милиционеры Николай Виноградов и Владимир Тамгин выехали на разминирование двух взрывных устройств, обнаруженных в районе железнодорожного моста через реку Аргун. Услышав звуки боя, они бросились на помощь обороняющимся. По пути им удалось сесть на попутную БМП-2. Однако вскоре и БМП, и сопровождавший её танк «Т-72» были подбиты. Выскочив из горящей машины, Бугаев, Виноградов и Тамгин пошли на прорыв. Получивший тяжёлые ранения Бугаев попытался подорвать себя гранатой, но не успел, так как был расстрелян в упор боевиками. В том же бою погибли Виноградов и Тамгин. Действия трёх взрывотехников позволили оттянуть от станции значительные силы противника и облегчить положение отряда, который держал оборону ещё двое суток.
Указом Президента Российской Федерации № 1374 от 26 июля 2000 года старший сержант милиции Виталий Бугаев посмертно был удостоен высокого звания Героя Российской Федерации.

## Память
На стене школы № 35 в Воркуте, где учился Виталий Бугаев, установлена памятная доска, в памятные даты к ней возлагаются цветы. Каждый год, 9 января коллектив Дальневосточного управления внутренних дел по транспорту отмечает День памяти своих коллег, павших при исполнении служебного долга в Чечне.